# Can't Speak French
"Can't Speak French" (em português:  "Não sei falar francês") é o título do 18º single do grupo pop britânico Girls Aloud, e o terceiro e último do seu quarto álbum de estúdio, Tangled Up. O single foi lançado em formato digital em 14 de março de 2008, e em formato físico em 17 de março de 2008 pela gravadora Fascination Records.

## Lançamento e recepção
O single foi confirmado em 15 de janeiro de 2008 no site oficial do grupo. A primeira apresentação televisiva foi realizada um mês antes, no especial de Natal do programa "The Friday Night Project".
Durante fevereiro e março, as garotas apareceram em uma série de programas de televisão promovendo o single, incluindo os programas "Ant & Dec's Saturday Night Takeaway", "The Paul O'Grady Show", e "T4". A nova série televisiva do grupo, "Passions of Girls Aloud", também estreou em 14 de Março, com o remix "Can't Speak French (Passions Mix)" sendo usado como tema do programa.
As Girls Aloud também realizaram um concurso em seu site oficial, para ganhar um pôster assinado. Os fãs apresentaram os seus próprios versos para "Can't Speak French", com cinco vencedores, sendo eles anunciados durante a semana do lançamento do single.
A canção recebeu, na sua maioria, opiniões positivas dos críticos. Em uma nota, o The Guardian definiu a música como "um exemplo primordial da habilidade de Xenomania (produtor das Girls Aloud) em juntar elementos musicais selvagens e diferentes em uma mesma música". O "Daily Star" classificou "Can't Speak French" como um "turbilhão, com batida lenta e ótimas mudanças de violão e Jazz". Um revisor para o "musicOMH.com" considerou o "ritmo meio dinâmico e não tão louco", mas "quando menos imaginar, estará com a música na cabeça". A crítica mais negativa foi de Sarah Walters do "Manchester Evening News", que declarou que a não sabia se a música era "uma piada de mau gosto ou um golpe de mestre" e descreveu o refrão como "pura idiotice".

## Videoclipe
O clipe de "Can't Speak French" foi filmado no final de janeiro de 2008 em Londres, com direção do diretor americano Petro.
A estréia do vídeo foi feita no "Yahoo! Music", em 14 de fevereiro, com a estréia na televisão sendo feita no programa "Freshly Squeezed" do "Channel 4" em 16 de fevereiro.. No entanto, o vídeoclipe já havia aparecido em outros canais musicais, como o "The Box", em 13 de fevereiro.
No vídeoclipe, as Girls Aloud estão vestidas com trajes inspirados no filme francês do século XVIII, Marie Antoinette. Elas entram em uma sala onde está acontecendo um jantar, e passam a seduzir os convidados. Elas dançam sensualmente e flertam com os homens. Ao longo do vídeo, cada garota aparece em tomadas individuais, em frente à paredes de cores diferentes.

## Faixas e formatos
Esses são os principais formatos e tracklists lançados do single de "Can't Speak French".
UK CD1 (Fascination)
1. "Can't Speak French" (Radio Edit) - 3:19
2. "Hoxton Heroes" - 3:00

UK CD2 (Fascination)
1. "Can't Speak French" (Radio Edit) - 3:19
2. "Je Ne Parle Pas Français" - 3:41
3. "Can't Speak French" (Passions Remix) - 6:11
4. "With Every Heartbeat" (Radio One Live Lounge) - 3:58
5. "Can't Speak French" (Video) - 3:19

Download exclusivo no iTunes
1. "Can't Speak French" (Tony Lamezma Mix Radio Edit) - 4:00
2. "Can't Speak French" (Radio Edit) - 3:19

### Versões
Essas são as versões oficiais e remixes realizados em suas respectivas tracklists:
| Versão                            | Onde foi lançado             |
| --------------------------------- | ---------------------------- |
| Album Version                     | Tangled Up                   |
| Radio Edit                        | "Can't Speak French" single  |
| Je Ne Parle Pas Français          | "Can't Speak French" single  |
| Passions Remix (Tony Lamezma Mix) | "Can't Speak French" single  |
| Tony Lamezma Mix Radio Edit       | Download exclusivo no iTunes |

## Desempenho nas paradas
"Can't Speak French" estreou em 49º lugar, no UK Singles Chart em 24 de fevereiro de 2008, quatro semanas antes do lançamento do single físico. Na semana seguinte saltou para o 35º lugar, ainda com downloads apenas entrou no top 20 na semana seguinte. Após o lançamento do single físico, a música atingiu o 9º lugar, passando no total 10 semanas no top 40. As vendas digitais também ajudaram a música a estrear nas paradas da Irlanda, em 35º lugar, subindo dois lugares na semana seguinte, e mais três na outra, chegando ao 30º lugar. Após o lançamento do single físico na Irlanda, "Can't Speak French" chegou ao 12º lugar.

### Posição nas paradas
| Paradas (2008)              | Posição |
| --------------------------- | ------- |
| Croácia                     | 7       |
| Estónia                     | 9       |
| Reino Unido - Singles Chart | 9       |
| Irlanda                     | 12      |
| Hungria - Viva Charts       | 19      |
| Lituânia - Radio Chart      | 26      |
| Bulgária - National Top 40  | 31      |
| Roménia                     | 79      |
| Euro 200                    | 24      |
| Eurochart Hot 100 Singles   | 33      |